# Parapagurus africanus
Parapagurus africanus är en kräftdjursart som beskrevs av de Saint Laurent 1972. Parapagurus africanus ingår i släktet Parapagurus och familjen Parapaguridae. Inga underarter finns listade i Catalogue of Life.